# Вавилонский сельский округ
Вавило́нский се́льский окру́г (каз. Вавилон ауылдық округі) — административная единица в составе Шемонаихинского района Восточно-Казахстанской области Казахстана.
Административный центр — село Камышинка.

## География
Согласно решению Шемонаихинского районного маслихата Восточно-Казахстанской области от 28 декабря 2021 года № 14/6-VII «Об утверждении Плана по управлению пастбищами и их использованию по Вавилонскому сельскому округу Шемонаихинского района на 2022-2023 годы» — общая площадь Вавилонского сельского округа составляет 34643 га; в том числе: земли сельскохозяйственного назначения — 31266 га, земли населенных пунктов — 2336 га, земли промышленности, транспорта, связи, для нужд космической деятельности, обороны, национальной безопасности и иного несельскохозяйственного назначения — 277 га, земли водного фонда — 231 га, земли запаса — 533 га.

## История
В 1989 году на территории нынешнего административно-территориального образования помимо собственно Вавилонского сельсовета (сёла Камышинка, Заречное, Пруггерово) располагался также Сугатовский сельсовет (сёла Сугатовка, Горкуново, Конюхово). 
Согласно решению XIX сессии Восточно-Казахстанского областного маслихата от 29 декабря 1998 года № 19/10 «О внесении изменений в административно-территориальное устройство некоторых городов и районов Восточно-Казахстанской области»:
- Сугатовский сельский округ был упразднён; населённые пункты упразднённого сельского округа вошли в состав Вавилонского сельского округа;
- населённый пункт Заречное Вавилонского сельского округа был передан в состав Усть-Таловской посёлковой администрации.

## Население
| Численность населения | Численность населения | Численность населения |
| 1989                  | 1999                  | 2009                  |
| --------------------- | --------------------- | --------------------- |
| 1728                  | ↗3126                 | ↘2982                 |

## Состав
| № | Населённый пункт | Тип населённого пункта       | КАТО      | Географические координаты       | Население, 2009 г. |
| - | ---------------- | ---------------------------- | --------- | ------------------------------- | ------------------ |
| 1 | Горкуново        | село                         | 636835200 | 50°42′42″ с. ш. 81°42′21″ в. д. | ↘284               |
| 2 | Заречное         | село, передано               | 636863300 | 50°30′55″ с. ш. 81°45′22″ в. д. | ↘87                |
| 3 | Камышинка        | село, административный центр | 636835100 | 50°34′13″ с. ш. 81°47′57″ в. д. | ↘1 129             |
| 4 | Кенюхово         | село                         | 636835300 | 50°38′25″ с. ш. 81°41′40″ в. д. | ↘439               |
| 5 | Пруггерово       | село                         | 636835400 | 50°38′35″ с. ш. 81°44′34″ в. д. | ↗384               |
| 6 | Сугатовка        | село                         | 636835500 | 50°40′33″ с. ш. 81°42′44″ в. д. | ↘746               |